# Trevor Berbick
Trevor Berbick (Norwich, Port Antonio, 1 de agosto de 1954-Norwich, Port Antonio, 28 de octubre de 2006) fue un boxeador de peso pesado jamaicano que luchó profesionalmente entre 1976 y el año 2000. 

## Biografía
Representó a Jamaica en los Juegos Olímpicos de Montreal 1976, pero fue derrotado en la segunda ronda ante el rumano Mircea Şimon que después sería medalla de plata. Permaneció en Canadá hasta conseguir la ciudadanía, y después se fue a Florida, Estados Unidos.
Fue por un corto período campeón mundial de peso pesado reconocido por el Consejo Mundial de Boxeo en 1986, tras derrotar a Pinklon Thomas por puntos. Poco después lo perdió ante Mike Tyson, el cual le derrotó en el segundo asalto, intentado levantarse en tres oportunidades. También es recordado por haber sido el último boxeador que se enfrentó a Muhammad Ali, al que derrotó en 10 asaltos en Nassau, Bahamas, el 11 de diciembre de 1981 por decisión unánime. 
En 1999, gracias a su popularidad como vencedor contra Ali, Berbick firmó un contrato de una noche con Union of Wrestling Forces International, una empresa de lucha libre profesional japonesa que de ocasionalmente celebraba luchas reales de artes marciales mixtas (MMA). Berbick se enfrentó a Nobuhiko Takada bajo reglas que permitían a los contendientes lanzar patadas por debajo de la cintura, pero Trevor no se había informado debidamente de la normativa, y cuando Takada empezó a patear sus piernas, Berbick se quejó al árbitro, quien trató de aclararle que tales ataques eran legales. Gracias a su juego de piernas, Takada abrumó al boxeador y casi le noqueó con una patada a la cara, a lo que Berbick respondió abandonando el cuadrilátero y saliendo el estadio, indignado por lo que creía que era juego sucio.[cita requerida]
Fue deportado en diciembre de 2002 por violación, tras cumplir 1 año y 3 meses de los cinco de prisión a los que fue sentenciado. Regresó a Norwich, en Portland (Jamaica), donde entrenaba a boxeadores. Fue asesinado cerca de su casa, en el patio de una iglesia en el pueblo donde residía. La muerte fue consecuencia de una herida de machete en la cabeza.

## Récord en luchas de reglas mixtas
| Resultado | Récord | Oponente        | Método              | Evento | Fecha                   | Ronda | Tiempo | Localización | Notas |
| --------- | ------ | --------------- | ------------------- | ------ | ----------------------- | ----- | ------ | ------------ | ----- |
| Derrota   | 0-1    | Nobuhiko Takada | Decisión (abandono) | UWF-i  | 22 de diciembre de 1991 | 1     | 2:52   | Tokio, Japón |       |